# Eunice kinbergi
Eunice kinbergi är en ringmaskart som beskrevs av Ehlers 1868. Eunice kinbergi ingår i släktet Eunice och familjen Eunicidae. Inga underarter finns listade i Catalogue of Life.